# Lucílio Batista
Lucílio Cardoso Cortez Batista (født 26. april 1965) er en tidligere portugisisk fodbolddommer. Han dømte internationalt under det internationale fodboldforbund FIFA fra 1996 til 2010. Han stoppede sin karriere da han faldte for aldersgrænsen for internationale dommere på 45 år.

## Karriere

### EM 2004
- Schweiz  –  Kroatien 0-0 (gruppespil).
- Bulgarien  –  Danmark 0-2 (gruppespil).

## Kampe med danske hold
- Den 5. juni 1999: Kvalifikation til EM 2000: Danmark – Hviderusland 1-0.
- Den 18. juni 2004: EM 2004: Bulgarien – Danmark 0-2
- Den 20. december 2007: Gruppespillet i UEFA Cuppen: Aberdeen – FC København 4-0.